# Al-Musta'in Ier
Pour les articles homonymes, voir al-Musta'in.
Sulayman ibn Muhammad (en arabe : سليمان بن محمن) , de son nom complet Abu-Ayyub Sulayman ibn Muhammad ibn Hud al-Judhami al-Musta'in (en arabe : أبو أيوب سليمان بن محمد بن هود الجذامي المستعين), qui prit le titre honorifique d’al-Musta'in (« celui qui implore Dieu », en arabe : المستعين) et connu populairement comme Sulayman al-Musta'in Ier (en arabe : أحمد سليمان) (né à une date inconnue - mort en 1047) est le fondateur de la dynastie des Banu Hud, qui régna sur la taïfa de Saragosse. Il régna de 1039 à 1047.

## Biographie

### Au service des califes omeyyades
Al-Mustain Ier commence sa carrière sous le règne du jeune calife omeyyade Hicham II, placé sous la tutelle de son oncle et vizir Almanzor. Il est à ses côtés lors des guerres civiles qui agitent le califat de Cordoue à la fin du Xe siècle. Il obtient, pour sa fidélité, de gouverner la région de Saragosse.
En 1018 meurt Hicham II, ce qui provoque un conflit ouvert entre Abd al-Rahman IV et Ali ben Hammud : al-Musta'in Ier prend le parti du premier. Il marche avec lui sur Cordoue et ils vainquent Ali ben Hammud. Mais les deux hommes ne disposent pas d'une armée suffisante pour faire face à son frère, al-Qasim al-Ma'mun. Alors qu'ils essaient de prendre Grenade, Abd al-Rahman IV est vaincu et tué à son tour.
Resté fidèle aux Omeyyades, il obtient d'Hicham III, le dernier calife, la garde de Lérida entre 1027 et 1030.

### Fondation d'une dynastie

Les royaumes de taïfas en 1037.

En 1031, le califat omeyyade s'effondre définitivement. Hicham III, destitué, est obligé de s'enfuir à Lérida, où il est accueilli par al-Musta'in Ier : il y reste jusqu'à sa mort en décembre 1036. Al-Musta'in Ier, quant à lui, réussit à se maintenir comme gouverneur de Lérida et de Tudèle.
Al-Musta'in Ier doit tout d'abord faire face aux incursions du roi de Pampelune et d'Aragon, Sanche III, qui menace la frontière septentrionale de ses États. Mais il entre aussi en compétition avec le roi taïfa de Saragosse, auquel il est d'abord forcé de payer des parias comme signe de soumission. Rapidement, il trouve des appuis parmi les habitants de Saragosse et conquiert la ville en 1039.
Al-Musta'in Ier cherche ensuite à mettre la main sur la région de Guadalajara, qui dépend du roi de la taïfa de Tolède. Dans le jeu complexe des alliances entre princes chrétiens et musulmans, al-Musta'in Ier reçoit le soutien de Ferdinand Ier de Castille contre le roi taïfa de Tolède, lui-même soutenu par le roi de Pampelune, Garcia III. Al-Musta'in Ier est en fin de compte forcé de payer des parias à ces rois, parvenant à un difficile équilibre.
Al-Musta'in Ier confie à ses fils l'administration des différentes régions de son royaume de taïfa : Lérida pour Yusuf al-Muzaffar, Huesca pour Lubb, Tudèle pour Mundir et Calatayud pour Muhammad. A Saragosse, il place comme prince et gouverneur son fils Ahmad al-Muqtadir. Dès 1046, ils cherchent à devenir chacun indépendant. À sa mort, en 1047, ses cinq fils se proclament tous rois et frappent monnaie en signe de souveraineté.

## Famille et descendance
Sulayman al-Musta'in Ier a cinq fils connus :
- Ahmad ibn Sulayman (?-1082), qui prend le titre honorifique d’al-Muqtadir (« puissant [par la grâce de Dieu] »), roi taïfa de Saragosse ;
- Yusuf ibn Sulayman, qui prend le titre honorifique d’al-Muzaffar (« le vainqueur »), roi taïfa de Lérida ;
- Muhammad ibn Sulayman, roi taïfa de Calatayud ;
- Lubb ibn Sulayman, roi taïfa de Huesca ;
- Mundir ibn Sulayman, roi taïfa de Tudèle.

### Source
- (en) Cet article est partiellement ou en totalité issu de l’article de Wikipédia en anglais intitulé « Al-Mustain I » (voir la liste des auteurs).